# Indianola (Mississippi)
Pour les articles homonymes, voir Indianola.
La ville d'Indianola est le siège du comté de Sunflower, situé dans l'État du Mississippi, aux États-Unis.

## À noter
The B.B. King Museum and Delta Interpretive Center, consacré au célèbre musicien de la musique rhythm and blues, y a été ouvert en 2008.

## Source
- (en) Cet article est partiellement ou en totalité issu de l’article de Wikipédia en anglais intitulé « Indianola, Mississippi » (voir la liste des auteurs).